# Florin Tene
Florin Tene (Bukarest, 1968. november 10. –) román válogatott labdarúgókapus.
A román válogatott tagjaként részt vett az 1996-os Európa-bajnokságon.

## Sikerei, díjai
Dinamo București
- Román bajnok (1): 1991–92
- Román kupa (1): 2000–01

Gloria Bistrița
- Román kupa (1): 1993–94

Steaua București
- Román kupa (1): 1998–99
- Román szuperkupa (1): 1998